# La Jigua
La Jigua es un municipio del departamento de Copán en la República de Honduras.

## Toponimia
El origen de su nombre según algunos vecinos, La Jigua se conoció con el nombre de «Santiago de los Caballeros de Xiguat» allá por 1729, significando la palabra Xihuacan o «Lugar que posee turquesas».

## Límites
| Orientación | Límite                            |
| ----------- | --------------------------------- |
| Norte       | Municipio de Florida, Copán       |
| Sur         | Municipio de San Nicolás, Copán   |
| Este        | Municipio de Nueva Arcadia, Copán |
| Oeste       | Municipio de Florida, Copán       |

## Historia
En el recuento de población de 1791 ya figuraba como La Jigua, pueblo del curato de Quezailica; al crearse el Municipio de Florida en 1836, formaba parte de su jurisdicción, hasta en 1965, que le dieron la categoría de Municipio según Acuerdo Gubernamental n.º 190, de fecha, 13 de julio de 1965, siendo presidente de la república, el General Oswaldo López Arellano.

### Alcaldes
| Cargo             | Nombre              |
| ----------------- | ------------------- |
| Alcalde Municipal | Germán Guerra       |
| Vicealcalde       | sobeida chavarria   |
| Regidor           | Glenda Estévez      |
| Regidor           | Leticia Perdomo     |
| Regidor           | Carlos Lopez        |
| Regidor           | Francisca Escalante |
| Regidor           | Amanda Menjívar     |
| Regidor           | Luis Pinto          |

## División Política
Aldeas: 11 (2013)
Caseríos: 62 (2013)
| Código | Aldea                                |
| ------ | ------------------------------------ |
| 041101 | La Jigua (la cabecera del municipio) |
| 041102 | Aldea Nueva                          |
| 041103 | Chepelares                           |
| 041104 | El Campanario                        |
| 041105 | El Puente Goascorán                  |
| 041106 | El Rincón o San Francisco            |
| 041107 | La Colmena                           |
| 041108 | La Cuchilla de Platanares            |
| 041109 | La Nueva Unión                       |
| 041110 | Piedra Pintada                       |
| 041111 | Valle de Magdalena o La Laguna       |
|        | El Sisin                             |